# Idaea indecorata
Idaea indecorata är en fjärilsart som beskrevs av W. Warren 1900. Idaea indecorata ingår i släktet Idaea och familjen mätare. Inga underarter finns listade i Catalogue of Life.